# 7966 Richardbaum
7966 Richardbaum è un asteroide della fascia principale. Scoperto nel 1996, presenta un'orbita caratterizzata da un semiasse maggiore pari a 2,3716727 UA e da un'eccentricità di 0,1852884, inclinata di 3,25623° rispetto all'eclittica.